# Dominic Feau'nati
Pas d'image ? Cliquez ici

a Compétitions nationales et continentales officielles uniquement.

b Matchs officiels uniquement.
Dernière mise à jour le 19 août 2018.
Dominic Feau'nati, né le 14 juin 1978 à Wellington (Nouvelle-Zélande), est un joueur de rugby à XV, qui joue avec l'équipe des Samoa, et qui évolue au poste d'ailier ou de centre (1,85 m pour 110 kg).

## Carrière

### En équipe nationale
Il a eu sa première cape internationale le 12 juillet 2003, à l’occasion d’un match contre l'équipe de Namibie.

## Palmarès
- 5 sélections avec  l'équipe des Samoa
- 5 essais
- 25 points
- Sélections par année : 5 en 2003
- Participation à la Coupe du monde de rugby 2003 (4 matchs, 0 comme titulaire) : 2 essais inscrits.